# Tråd (datalogi)
 For alternative betydninger, se Tråd (flertydig). (Se også artikler, som begynder med Tråd)
 Der er for få eller ingen kildehenvisninger i denne artikel, hvilket er et problem. Du kan hjælpe ved at angive troværdige kilder til de påstande, som fremføres i artiklen.

En tråd eller eksekveringstråd (engelsk: thread) er en af flere parallelle instruktionssekvenser inden for en proces i en computer i mange operativsystemer. En tråd ligner, men må ikke forveksles med en proces, som kræver flere ressourcer ved opstart af og udveksling mellem processer. Hver tråd har sin eget selvstændige programforløb, men deler som regel hukommelse med øvrige tråde i processen.
| Programmering | Spire Denne artikel om datalogi eller et datalogi-relateret emne er en spire som bør udbygges. Du er velkommen til at hjælpe Wikipedia ved at udvide den. |